# Włodzimierz Krolopp
Włodzimierz Jan Krolopp (ur. 24 kwietnia 1928 w Zduńskiej Woli, zm. 20 października 2013 w Lublinie) – polski inżynier, profesor nauk technicznych, specjalista z dziedziny metrologii elektrycznej i elektronicznej, pomiarów w papiernictwie i spektrometrii mas. W latach 1990–1993 pełnił obowiązki rektora Politechniki Lubelskiej, a w latach 2001–2002 kierownika Katedry Automatyki i Metrologii Wydziału Elektrotechniki i Informatyki PL.

## Życiorys
Włodzimierz Krolopp urodził się w Zduńskiej Woli 24 kwietnia 1928 roku. Studia ukończył na Wydziale Elektrycznym Politechniki Łódzkiej w roku 1956. Po ich ukończeniu rozpoczął pracę jako asystent na Politechnice Łódzkiej.
Od roku 1960 pracował równocześnie w Instytucie Włókiennictwa. W latach 1962–67 pracował w Centralnym Biurze Techniki Przemysłu Papierniczego na stanowisku kierownika Wydziału Pomiarów i Automatyki.
Do pracy w Politechnice Łódzkiej powrócił w roku 1967, gdzie w roku 1972 uzyskał stopień doktora nauk technicznych (specjalność elektrotechnika). W roku 1975 podjął pracę na stanowisku docenta w Politechnice Świętokrzyskiej. Habilitację uzyskał w roku 1980 na Wydziale Elektrycznym Politechniki Łódzkiej. W roku 1983 rozpoczął pracę na Politechnice Lubelskiej, gdzie pracował do roku 2003.
Włodzimierz Krolopp jest autorem ok. 100 prac, w tym dwóch monografii i czterech skryptów. Został odznaczony Medalem Komisji Edukacji Narodowej, Złotym Krzyżem Zasługi oraz Krzyżem Kawalerskim Orderu Odrodzenia Polski.
Spoczywa na starym cmentarzu w Zduńskiej Woli (część katolicka).